# Luka Adžić
Luka Adžić (Servisch: Лука Аџић) (Belgrado, 17 september 1998) is een Servische voetballer die doorgaans als aanvallende middenvelder speelt.

## Clubcarrière

### Rode Ster Belgrado
Luka Adžić werd in 1998 geboren in Belgrado. Zijn vader is voetballer Ivan Adžić en zijn grootvader langs moederszijde is de Servische folkzanger Šaban Šaulić. Hij doorliep de jeugdopleiding van Rode Ster Belgrado. In het seizoen 2015/16 werd hij in de A-kern opgenomen. Tijdens de winterstop raakte hij echter ernstig geblesseerd aan de knie, waardoor hij de rest van het seizoen miste. Zijn officieel debuut voor de club volgde daardoor pas een seizoen later. Op 26 oktober 2016 debuteerde hij in een bekerwedstrijd tegen BSK Borča. In het seizoen 2017/18 kreeg de 19-jarige middenvelder meer speelkansen bij Rode Ster. Hij startte in de competitie dertien keer in de basis en had zo een aandeel in het behalen van de landstitel.

### RSC Anderlecht
In mei 2018 raakte bekend dat hij een contract had getekend bij RSC Anderlecht. Hij werd in 2020 verhuurd aan FC Emmen en MKE Ankaragücü en begin 2021 wederom aan Emmen.

### PEC Zwolle
In onderling overleg verbrak hij eind augustus 2021 zijn contract met Anderlecht waarop hij voor een éénjarig contract vertrok naar PEC Zwolle.

## Clubstatistieken
| Seizoen                         | Club               | Land      | Competitie      | Competitie | Competitie | Beker | Beker | Internationaal | Internationaal | Overig | Overig | Totaal | Totaal |
| Seizoen                         | Club               | Land      | Competitie      | Wed.       | Dlp.       | Wed.  | Dlp.  | Wed.           | Dlp.           | Wed.   | Dlp.   | Wed.   | Dlp.   |
| ------------------------------- | ------------------ | --------- | --------------- | ---------- | ---------- | ----- | ----- | -------------- | -------------- | ------ | ------ | ------ | ------ |
| 2015/16                         | Rode Ster Belgrado | Servië    | Superliga       | 0          | 0          | 0     | 0     | –              | –              | 0      | 0      | 0      | 0      |
| 2016/17                         | Rode Ster Belgrado | Servië    | Superliga       | 7          | 2          | 3     | 0     | –              | –              | 0      | 0      | 10     | 2      |
| 2017/18                         | Rode Ster Belgrado | Servië    | Superliga       | 26         | 4          | 1     | 3     | 2              | 0              | 0      | 0      | 29     | 7      |
| 2018/19                         | RSC Anderlecht     | België    | Eerste klasse A | 0          | 0          | 0     | 0     | 0              | 0              | 0      | 0      | 0      | 0      |
| 2019/20                         | RSC Anderlecht     | België    | Eerste klasse A | 5          | 0          | 1     | 0     | 0              | 0              | 0      | 0      | 6      | 0      |
| 2019/20                         | → FC Emmen         | Nederland | Eredivisie      | 3          | 1          | 0     | 0     | –              | –              | 0      | 0      | 3      | 1      |
| 2020/21                         | → Ankaragücü       | Turkije   | Süper Lig       | 11         | 0          | 1     | 0     | –              | –              | 0      | 0      | 12     | 0      |
| 2020/21                         | → FC Emmen         | Nederland | Eredivisie      | 12         | 3          | 1     | 0     | –              | –              | 1      | 0      | 14     | 3      |
| 2021/22                         | PEC Zwolle         | Nederland | Eredivisie      | 16         | 0          | 3     | 1     | –              | –              | 0      | 0      | 19     | 1      |
| 2022/23                         | FK Čukarički       | Servië    | Superliga       | 3          | 0          | 2     | 1     | 0              | 0              | 0      | 0      | 5      | 1      |
| Totaal                          | Totaal             | Totaal    | Totaal          | 83         | 10         | 12    | 5     | 2              | 0              | 1      | 0      | 98     | 15     |
| Bijgewerkt t/m 11 augustus 2022 |                    |           |                 |            |            |       |       |                |                |        |        |        |        |

## Erelijst
Rode Ster Belgrado
| Nationaal     |    |         |
| Landskampioen | 1x | 2017/18 |